# Contea di New Hanover
La contea di New Hanover in inglese New Hanover County è una contea dello Stato della Carolina del Nord, negli Stati Uniti. La popolazione al censimento del 2000 era di 160 307 abitanti. Il capoluogo di contea è Wilmington.

## Geografia
Secondo l'U.S. Census Bureau, la contea ha una superficie totale di 328 miglia quadre (850 km²), di cui 192 miglia quadre (500 km²) è terra e 137 miglia quadre (350 km²) (42%) è acqua. È la seconda contea più piccola della Carolina del Nord per area geografica (solo dietro a Chowan County).

### Isole
- Pleasure Island
- Figure Eight Island
- Masonboro Island
- Wrightsville Beach

### Contee adiacenti
- Pender County - Nord
- Brunswick County - ovest

### Principali autostrade
- Interstate 40
- Interstate 140
- U.S. Route 17
- Template:Jct
- Template:Jct
- Template:Jct
- Template:Jct
- Template:Jct
- Template:Jct
- Template:Jct
- Template:Jct
- Template:Jct

## Geografia antropica

### Suddivisioni amministrative

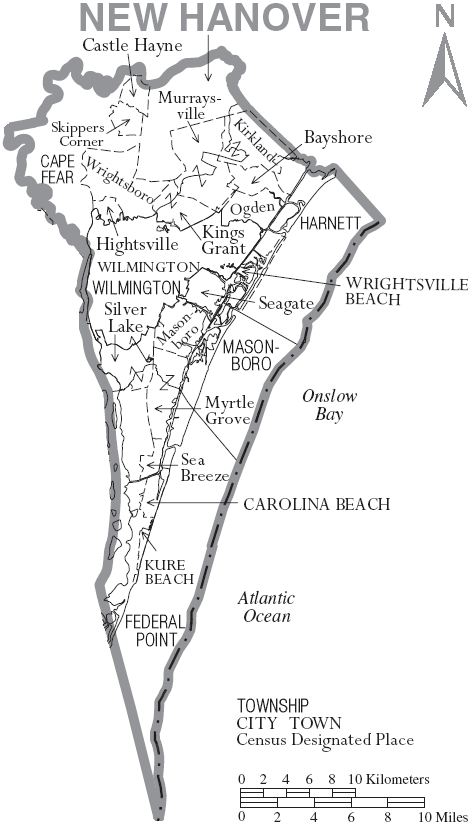
Map of New Hanover County, North Carolina With Municipal and Township Labels

#### City
- Wilmington (county seat)

#### Towns
- Carolina Beach
- Kure Beach
- Wrightsville Beach

#### Townships
- Cape Fear
- Federal Point
- Harnett
- Masonboro
- Wilmington

#### Census-designated places
- Bayshore
- Castle Hayne
- Hightsville
- Kings Grant
- Kirkland
- Masonboro
- Murraysville
- Myrtle Grove
- Ogden
- Sea Breeze
- Seagate
- Silver Lake
- Skippers Corner
- Wrightsboro

#### Unincorporated communities
- Wilmington Beach
- Monkey Junction